# いがらしゆう
いがらしゆうは日本の漫画家。
コミック雑誌の「ハーフリータ」などの雑誌表紙を長期掲載した他、「コミックフラミンゴ」の創刊号からも表紙を掲載しており、可愛い美少女カラー作画に強い商業漫画家として1980-1990年代に活躍していた。
コミックマーケットなどの同人誌即売会でも参加しており、イラスト集などを頒布したほか、デジタル画集としてCD-ROM画集の頒布もしていた。

## 主な商業出版物作品
- 恋愛コンサルタント（1993/03/15 メディアックス刊） ISBN 4-89613-209-2
- 秘密のアマリリスCLUB （1994/3/1 松文館刊）
- 続・恋愛コンサルタント（1998/4/1 茜新社刊）
- ガラスの鼓動―いがらし☆ゆうイラスト集（1996/3/1 虹の旅出版刊）